# Kartell
Kartell es una compañía italiana que fabrica productos de plástico. Fue fundada por Anna Castelli Ferrieri  y Giulio Castelli en 1949.

## Historia
Castelli creía que: "El público está dispuesto a aceptar máquinas nuevas que desempeñen nuevas funciones, pero cuando se trata de objetos legendarios como una cuchara, una silla, etc., no es fácil que acepte que tenga otro aspecto. Si la gente tiene miedo a la novedad, ofrezcámosle algo aún más original". El primer producto de Kartell fue una innovadora baca portaesquís diseñada por Roberto Manhi. Después lanzó artículos domésticos diseñados por Gino Colombini. Desde exprimidores y recogedores hasta barreños para fregar los platos y bañeras para niños, Kartell transformaba los objetos en productos de plástico de polietileno innovadores. Pero realmente se destacó cuando lanzó al mercado la silla infantil No. 4999/5 diseñada por Marco Zanuso y Richard Sapper y la revolucionaria Modelo No. 4860 Universale de Joe Colombo, la primera silla para adultos moldeada en plástico.